# Anthony Gardner
Anthony Derek Gardner (* 19. September 1980 in Stafford) ist ein ehemaliger englischer Fußballspieler.

## Verein
Gardner begann seine Karriere bei Port Vale, wo er seit der Jugend spielte und in der Saison 1998/99 sein Debüt gab. Im Januar 2000 wechselte der Abwehrspieler für eine Ablösesumme von einer Million Pfund zu Tottenham Hotspur. Sein Debüt in der Premier League gab Gardner im März 2001 als Einwechselspieler gegen Derby County. Sein erster Treffer für Tottenham war der entscheidende Treffer beim 3:2-Sieg gegen West Ham United im März 2002.
Am Ende der Saison 2000/01 zog sich Gardner eine schwere Knieverletzung zu, sodass er in seinen ersten drei Jahren in London nur 40 Spiele für seinen Verein absolvierte. Den Durchbruch schaffte Gardner in der Spielzeit 2003/04, als er zum Stammspieler wurde und in der Nationalmannschaft debütierte. Während der Saison 2005/06 verletzte er sich erneut am Knie und absolvierte deshalb nur 18 bzw. 16 Spiele in den folgenden beiden Jahren.
Am 31. Januar 2008 ging Gardner bis zum Ende der laufenden Spielzeit 2007/08 auf Leihbasis zum FC Everton. Für die „Blues“ absolvierte er jedoch nicht ein einziges Spiel in dieser Zeit. Vor Beginn der Saison 2008/09 wurde Hull City zur nächsten Ausleihstation für Gardner. Die Vereine einigten sich zunächst auf eine bis Januar 2009 befristete Leihperiode, wobei Hull City eine Kaufoption zu jedem Zeitpunkt innerhalb dieses Zeitraums zugesichert wurde. Diese Kaufoption zog der Verein im August 2008 und verpflichtete Gardner für 2,5 Millionen Pfund fest. Der Engländer unterschrieb einen Vertrag bis 2011.
Am 19. August 2011 wechselte er zu Crystal Palace und unterschrieb einen Einjahresvertrag. Letzte Station seiner Karriere war der Zweitligist Sheffield Wednesday, für den er von August 2012 bis August 2013 42 Ligaspiele bestritt, bevor er durch eine Operation an der Achillessehne für den Rest der Saison 2013/14 ausfiel und über das Saisonende keine Vertragsverlängerung erhielt.

## Nationalmannschaft
Gardner debütierte am 31. März 2004 für die englische Mannschaft, als er bei der 0:1-Niederlage in Schweden in der Halbzeitpause für John Terry eingewechselt wurde. Aufgrund seiner Verletzungsprobleme blieben ihm weitere Einsätze versagt. Im Jahr 2005 musste er eine USA-Reise der Nationalmannschaft wegen Knieproblemen absagen.